# Brennan Point
Der Brennan Point ist ein vereistes Kap an der Ostseite der Einfahrt zur Block Bay an der Küste des westantarktischen Marie-Byrd-Lands. Es markiert die westliche Grenze der Ruppert-Küste.
Entdeckt wurde es bei einem Überflug am 5. Dezember 1929 im Rahmen der US-amerikanischen Byrd Antarctic Expedition (1928–1930). Namensgeber ist der irische Kapitän Michael J. Brennan (1888–1976), der Expeditionsleiter Richard Evelyn Byrd bei der Auswahl der Expeditionsteilnehmer zur Seite stand.